# Rostgumpsvala
Rostgumpsvala (Cecropis rufula) är en fågel som tillhör familjen svalor. Den förekommer kring Medelhavsområdet österut till västra Asien. Tidigare inkluderades även bestånd i Afrika söder om Sahara och i östra Asien, men dessa har nyligen urskilts till andra arter. Denna linje följs här.

## Utseende

Adult rostgumpsvala i häckningsdräkt. Notera den sandfärgade tonen på undersidan som tvärt avgränsas av den svarta undergumpen och stjärten.

Med sina breda och spetsiga vingar och sin långa kluvna stjärt liknar rostgumpsvalan ladusvalan. Könen är lika men honans stjärtspröt är något kortare och bredare, vilket dock är svårt att bedöma i fält. Dess totala längd är mellan 14 och 19 centimeter och den väger mellan 18 och 21 gram. 
Rostgumpsvalan har en sandfärgad grundton på strupen, det diffust streckade bröstet och buken. Detta ljusa parti avgränsas tvärt av den svarta undergumpen och stjärten. Den adulta fågeln har en blåsvart rygg och hjässa, och mörk vingovansida. Övergumpen, nacken och sidan av huvudet är roströd. Vingpennorna på vingundersidan är grå och de undre täckarna är sandfärgade.
Juvenila fåglar har kortare stjärtspröt än adulta och vit eller beigevit övergump, vilket gör att den på håll kan förväxlas med hussvala. Dess nacke och ansikte är beigebrun och den har ljusa bräm på den annars mörka vingovansida som saknar blåaktig glans. undersidan är tecknad som hos adulta fåglar.

## Läte
Rostgumpssvalans sång är långsammare och mindre musikalisk än ladusvalans. Lätet som ofta hörs under insektsjakt i flock är ett mjukt och nasalt pilfinkslikt "tvejt".

## Utbredning och systematik
Rostgumpsvalan tillhör ett artkomplex där artgränserna är under diskussion. Traditionellt omfattar rostgumpsvala med bestånd från södra Europa till Japan och Indien samt i Afrika söder om Sahara. Även västafrikansk svala har behandlats som del av rostgumpsvala, men genetiska studier visar att den står närmare tempelsvalan. BirdLife International löser det genom att inkludera inte bara domicella utan också tempelsvalan och närbesläktade malackasvalan i rostgumpsvalan. Tidigare behandlades även ceylonsvalan (C. hyperythra) också som underart till rostgumpsvala, men erkänns numera allmänt som egen art.
Sedan 2024 har dock en annan omstrukturering genomförts av tongivande IOC. Östliga rostgumpsvalor är mer lika tempelsvala i fjäderdräkten och övergången är klinal, så pass att taxonet japonica, traditionellt placerat i rostgumpsvalan, är i stort sett identisk med tempelsvalans mayri. Dessa har därför förts över till tempelsvalan, däribland typtaxonet daurica, varvid rostgumpsvala i begränsad mening får ett nytt artepitet, rufula. Daurica har även prioritet före tempelsvalans striolata, vilket medför att även tempelsvalan byter artepitet, till daurica. Även afrikanska rostgumpsvalor urkiljs som en egen art, bysvala (C. melanocrissus). Västafrikansk svala inkluderas däri, baserat på små utseendeskillnader. Denna linje följs här.
Rostgumpsvala i begränsad mening häckar från södra Europa och norra Afrika österut till Iran, Pakistan och nordvästra Indien. Den  flyttar till Afrika och sydvästra Asien. I Sverige är rostgumpsvalan en sällsynt men regelbunden gäst, mest i maj och juni.

### Släktestillhörighet
Rostgumpsvalan placerades tidigare tillsammans med exempelvis ladusvalan i släktet Hirundo, men genetiska studier visar att den tillhör en grupp som står närmare hussvalorna i Delichon. De har därför lyfts ut till ett eget släkte, Cecropis.

## Häckning

Ägg av rostgumpsvala.

Rostgumpsvalor bygger kvartssfäriska bon med en tunnelingång som kantas med lera som de samlat i sina näbbar. De lägger tre till sex ägg, som är vita med röda prickar. Äggen ruvas i cirka två veckor. Två kullar per säsong förekommer. Rostgumpsvalan blir könsmogen efter ett år. Vanligtvis bygger de bo under utskjutande klippor i bergstrakter, men kan lätt anpassa sig till byggnader som moskéer och broar.
Rostgumpsvalan bildar vanligen inte stora häckande kolonier, men är sällskapliga utanför häckningssäsongen. Hundratals kan ses på en gång på Indiens slätter. Den är en snabb flygare och dyker efter insekter när den är i luften.

## Status och hot
Arten har ett stort utbredningsområde och en stor population med stabil utveckling. Utifrån dessa kriterier kategoriserar internationella naturvårdsunionen IUCN arten som livskraftig (LC). I Europa, som utgör mindre än fem procent av artens utbredningsområde, tros det häcka 1,45-3,34 miljoner par. Notera dock att IUCN behandlar rostgumpsvala, malackasvala och tempelsvala som samma art.